# Natko Devčić
Natko Devčić (Glina, 30. lipnja 1914. – Zagreb, 4. rujna 1997.) bio je hrvatski skladatelj, pijanist, glazbeni teoretičar i akademik.

## Životopis
Natko Devčić rodio se 1914. godine u Glini. Na Muzičkoj akademiji u Zagrebu studirao je i 1937. diplomirao glasovir u klasi Antonije Geiger-Eichhorn te dvije godine poslije i kompoziciju u klasi Franje Dugana. U Zagrebu je apsolvirao i studij prava. Svoje je pijanističko umijeće usavršavao kod Svetislava Stančića na Muzičkoj akademiji u Zagrebu, a skladateljske je spoznaje upotpunio specijalizacijama na Nacionalnom konzervatoriju u Parizu (1955.), kod Josepha Marxa na Visokoj školi za glazbu u Beču (1959./60.), ljetnom tečaju kompozicije u Darmstadtu (1965.) i Sveučilištu Columbia u New Yorku (1967./68.).
Odmah poslije završenih studija 1939. bio je tri godine angažiran kao učitelj Srednje glazbene škole Državnoga konzervatorija u Zagrebu (današnje Muzičke akademije).
1942. godine su ga vlasti NDH uhitile zbog suradnje s komunistima. U zatvoru provodi punu godinu dana, najprije u Zagrebu a onda i u logoru u Jasenovcu. U proljeće 1943. pridružuje se partizanima, radeći u kazališnim družinama i organizirajući glazbeni život u Moslavini, Banovini i Dalmaciji. 1945. godine se vraća na Muzičku akademiju u Zagrebu, gdje 1947. postaje izvanredni, a 1961. redoviti profesor za kolegij harmonija.
Ujedno je od 1945. tajnik, a potom i pomoćnik rektora Muzičke akademije.
Sve do umirovljenja bio je profesor Muzičke akademije u Zagrebu, gdje je predavao harmoniju, harmonijsku analizu i aspekte suvremene glazbe. Bavio se i glazbenom publicistikom te povremeno nastupao i kao pijanist, izvodeći vlastite skladbe.
Natko Devčić bio je član, a u razdoblju od 1964. do 1971. i predsjednik Hrvatskoga društva skladatelja, te član Hrvatskoga društva glazbenih umjetnika. Od 1966. do 1971. bio je i tajnik jugoslavenske sekcije Međunarodnoga društva za suvremenu glazbu (engl. International Society for Contemporary Music). Godine 1980. postao je član-suradnik Hrvatske akademije znanosti i umjetnosti: od 1988. bio je izvanredni član, a redovitim članom postao je 1991.
Opisujući svoj skladateljski put, jednom je prigodom rekao:
»Prešao sam golemu udaljenost u svojoj želji da idem naprijed. Prvotna znatiželja pretvara se vremenom u otkrivanje nekih stvari nezamjetnih u drugim djelima, koje se otkrivaju tek kad se čovjek želi okušati na nepoznatom području. Tada nalaziš nešto što pripada tvom vlastitom ja. I tada nije više riječ samo o znatiželji. Tu znatiželju, nakon što je potaknula određeno stanje ili razinu na kojoj postojiš, izbrisat će neki drugi impuls ili potreba (nužnost da se izraziš na određeni način) te će ubrzo biti zaboravljena.«

## Djela

### Skladbe (izbor)
Devčićev opus obuhvaća vrlo raznolike glazbene oblike, od skladba za zbor do komorne i simfonijske glazbe. Njegova su djela u početku bila obilježena sklonošću prema folkloru i narodnoj glazbi, ali ti su modeli u kasnijim skladbama potpuno iščezli pod utjecajem njegova otpora prema eklekticizmu i epigonstvu koji služe kao neka vrsta racionalnoga i svjesnoga korektiva. Devčić nikada nije imao predrasuda prema novim tendencijama i težnjama, nego ih je promišljeno nastojao uključiti u svoje skladbe.
- Valse mélancolique za klavir (1928./29.)
- Intermezzo u As-duru za klavir (1936.)
- Sonata-fantazija u e-molu za klavir (1940.)
- Mitraljeza za mješoviti zbor (1944.)
- Ognjeni vlak za mješoviti zbor (1944.)
- Istarska suita za orkestar (1948.)
- Uvertira mladosti za orkestar (1950.)
- Simfonija za orkestar (1953.)
- Balada za klavir i orkestar (1953.)
- Labinska vještica, opera (1957.)
- Concertino za violinu i komorni orkestar (1958.)
- Kantata o bezimenima za komorni zbor i 12 instrumenata (1959.)
- Naši dani za zbor i komorni ansambl (1964.)
- Odrazi za komorni ansambl (1965.)
- Fibula za dva orkestra (1967.)
- Structures volantes za harfu (1971.)
- Non nova za orkestar (1972.)
- Panta rei za klavir i orkestar (1973.)
- Entre nous za orkestar (1975.)
- ...ma non troppo... za puhački kvintet (1978.)
- Gudački kvartet (1987.)
- Mala suita za violu solo (1988.)
- Dvije studije za klavir (1989.)
- Osorski triptihon za baritona i gudački ansambl (1990.)

Za detaljan popis Devčićevih prijavljenih djela vidi HDS ZAMP: Natko Devčić (popis djela)

### Teorijski i pedagoški radovi
- Devčić, Natko: Zadaci iz harmonije, Zagreb: Muzička akademija, 1962.
- Članci i natuknice o harmoniji i suvremenoj glazbi u: K. Kovačević (ur.): Muzička enciklopedija (sv. I-III), Zagreb: JLZ, 1971. – 1977.
- Devčić, Natko: »Strukturirani koncert. U povodu jedne nesvakidašnje londonske glazbene praizvedbe«, u: Selem, P. (ur.): Novi zvuk. Izbor tekstova o suvremenoj glazbi, Zagreb: Matica hrvatska, 1972., str. 209-213.
- Devčić, Natko: HARMONIJA, Zagreb: Školska knjiga, 1975. / 2. izmijenjeno izd. 1993. i reizdanje 2006. ISBN 953-0-21727-7
- Devčić, Beata & Devčić, Natko: SOLFEGGIO – I. sv.: Intervali / II. sv.: Ritam, Zagreb: Muzička akademija, 1979. / 1981.
- Devčić, Natko: Harmonijska komponenta u glazbenom djelu Ive Mačeka, Zagreb: MIC KDZ, 1994.

## Nagrade i priznanja
- 1946. – Savezna nagrada
- 1947. – Savezna nagrada
- 1950. – Savezna nagrada
- 1955. – Nagrada Grada Zagreba
- 1957. – Nagrada Grada Zagreba
- 1960. – Nagrada Grada Zagreba
- 1974. – Vjesnikova nagrada Josip Štolcer Slavenski
- 1979. – Nagrada Vladimir Nazor (godišnja nagrada za 1978. za skladbu ...ma non troppo...)
- 1983. – Nagrada Vladimir Nazor za životno djelo (za 1982.)
- 1984. – Nagrada Andrija Patricij Petrić Osorskih glazbenih večeri za djelo Lirska scena

## Vanjske poveznice
- Devčić, Natko Hrvatska enciklopedija
- Devčić, Natko Proleksis enciklopedija
- Hrvatsko društvo skladatelja: Natko Devčić (životopis)
- HDS ZAMP: Natko Devčić (popis prijavljenih djela)[neaktivna poveznica]
- Discogs: Natko Devčić (diskografija)